# Campeonato Carioca de Futebol de 1995 - Quarta Divisão
O Campeonato Carioca de Futebol de 1995 foi uma edição da quarta divisão do campeonato estadual de futebol profissional do Rio de Janeiro. A competição foi organizada pela Federação de Futebol do Estado do Rio de Janeiro (FERJ). Ao final da disputa, o Tio Sam sagrou-se campeão o Belford Roxo, vice-campeão.

## Participantes
- Atlético Clube Apollo, de Arraial do Cabo
- Clube Atlético Riopretano, de São José do Vale do Rio Preto
- Belford Roxo Futebol Clube, de Belford Roxo
- Brasil Industrial Esporte Clube, de Paracambi
- Cosmos Social Clube, de São Gonçalo
- Cruzeiro Futebol Clube, de Niterói
- Estrela da Serra Futebol Clube, de Magé
- Associação Desportiva Itaboraí, de Itaboraí
- Itapeba Atlético Clube, de Maricá
- Nilópolis Futebol Clube, de Nilópolis
- Esporte Clube Nova Cidade, de Nilópolis
- São Paulo Futebol Clube, de São João de Meriti
- Tio Sam Esporte Clube, de Niterói
- Sport Club União, do Rio de Janeiro
- União Central Futebol Clube, do Rio de Janeiro